# Mount Mercer
Mount Mercer ist ein 1501 m hoher Berg im ostantarktischen Mac-Robertson-Land. In der Athos Range in den Prince Charles Mountains ragt er 3 km westlich des Farley-Massivs auf.
Luftaufnahmen der Australian National Antarctic Research Expeditions aus dem Jahr 1965 dienten seiner Kartierung. Das Antarctic Names Committee of Australia benannte ihn nach Barry Mercer, Wetterbeobachter auf der Davis-Station im Jahr 1961.